# Namche Bazaar
Namche Bazaar (en nepalí: नाम्चे बजार) también Nemche Bazaar o Namche Bazar, es una ciudad de Khumbu región del Nepal. Namche se encuentra a 3.440 metros de altitud, desarrollada en las laderas de la montaña.
Namche Bazaar es la puerta del Himalaya y todo excursionista en la región de Khumbu lo visita en su camino a otros puntos de la región. Los visitantes suelen pasar al menos una noche en la ciudad para facilitar la aclimatación a la altura. La ciudad tiene muchas tiendas y albergues donde se puede encontrar todo lo necesario para las excursiones o expediciones, pero los precios son mayores a los de Katmandú.
Namche es el lugar de comercio más importante de la región de Khumbu y por tanto hay mucha presencia oficial nepalí como policía, oficina de correos y algún banco. En lo alto de la ciudad se encuentran las oficinas del Parque nacional de Sagarmatha así como los barracones del Ejército Nepalí.
El programa Destination Truth hizo un programa en esta zona sobre los avistamientos de yeti.

## Geografía
Inmediatamente al oeste de Namche se encuentra el pico Kongde Ri (6.187 metros) y al este, el pico Thamserku (6.623 metros).

## Transporte
En una colina con vistas a Namche Bazar se encuentra el Aeropuerto Syangboche (3.750 m). Ya no se utiliza para vuelos de pasajeros. Los helicópteros rusos hacen vuelos especiales de carga.

## Turismo
Namche Bazaar es popular entre los excursionistas en la región de Khumbu, especialmente para aclimatación a la altura, y es la puerta de entrada al alto Himalaya. La ciudad tiene un número de alojamientos y tiendas que atienden a las necesidades de los visitantes, así como un número de cafés internet, por lo que es uno de los pocos lugares en la región donde los excursionistas pueden acceder a Internet.
Los sábados por la mañana, un mercado semanal se celebra en el centro de la aldea. También puede haber un mercado diario tibetano donde la ropa y los bienes de consumo chinos baratos tienden a ser los principales artículos para la venta.

## Clima
Namche tiene veranos frescos y húmedos e inviernos fríos y secos, afectados principalmente por su altitud y por la temporada del monzón en verano.
| Parámetros climáticos promedio de Namche Bazaar | Parámetros climáticos promedio de Namche Bazaar | Parámetros climáticos promedio de Namche Bazaar | Parámetros climáticos promedio de Namche Bazaar | Parámetros climáticos promedio de Namche Bazaar | Parámetros climáticos promedio de Namche Bazaar | Parámetros climáticos promedio de Namche Bazaar | Parámetros climáticos promedio de Namche Bazaar | Parámetros climáticos promedio de Namche Bazaar | Parámetros climáticos promedio de Namche Bazaar | Parámetros climáticos promedio de Namche Bazaar | Parámetros climáticos promedio de Namche Bazaar | Parámetros climáticos promedio de Namche Bazaar | Parámetros climáticos promedio de Namche Bazaar |
| Mes                                             | Ene.                                            | Feb.                                            | Mar.                                            | Abr.                                            | May.                                            | Jun.                                            | Jul.                                            | Ago.                                            | Sep.                                            | Oct.                                            | Nov.                                            | Dic.                                            | Anual                                           |
| ----------------------------------------------- | ----------------------------------------------- | ----------------------------------------------- | ----------------------------------------------- | ----------------------------------------------- | ----------------------------------------------- | ----------------------------------------------- | ----------------------------------------------- | ----------------------------------------------- | ----------------------------------------------- | ----------------------------------------------- | ----------------------------------------------- | ----------------------------------------------- | ----------------------------------------------- |
| Temp. máx. media (°C)                           | 7                                               | 6                                               | 9                                               | 12                                              | 14                                              | 15                                              | 16                                              | 16                                              | 15                                              | 12                                              | 9                                               | 7                                               | 11                                              |
| Temp. mín. media (°C)                           | -8                                              | -6                                              | -3                                              | 1                                               | 4                                               | 6                                               | 8                                               | 8                                               | 6                                               | 2                                               | -3                                              | -6                                              | 1                                               |
| Precipitación total (mm)                        | 26                                              | 23                                              | 34                                              | 26                                              | 41                                              | 140                                             | 243                                             | 243                                             | 165                                             | 78                                              | 9                                               | 39                                              | 1067                                            |
| Fuente: thamel.com                              |                                                 |                                                 |                                                 |                                                 |                                                 |                                                 |                                                 |                                                 |                                                 |                                                 |                                                 |                                                 |                                                 |

## Imágenes

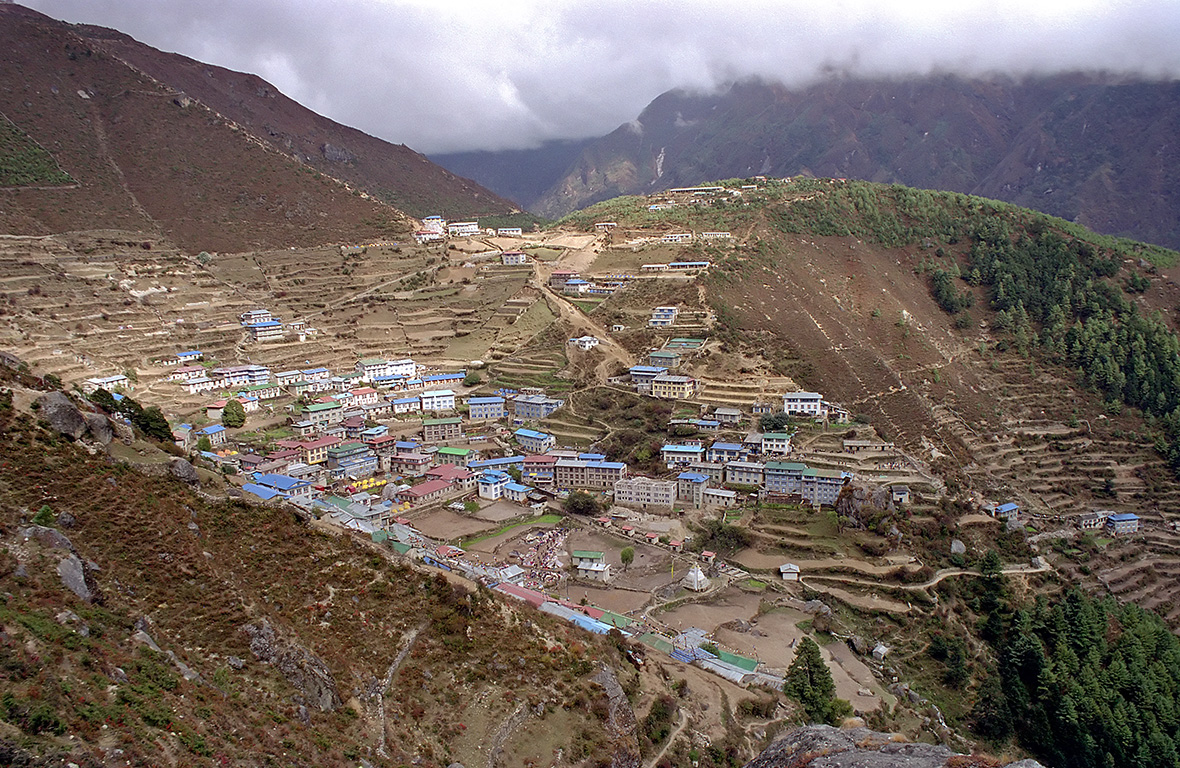
Namche Bazaar
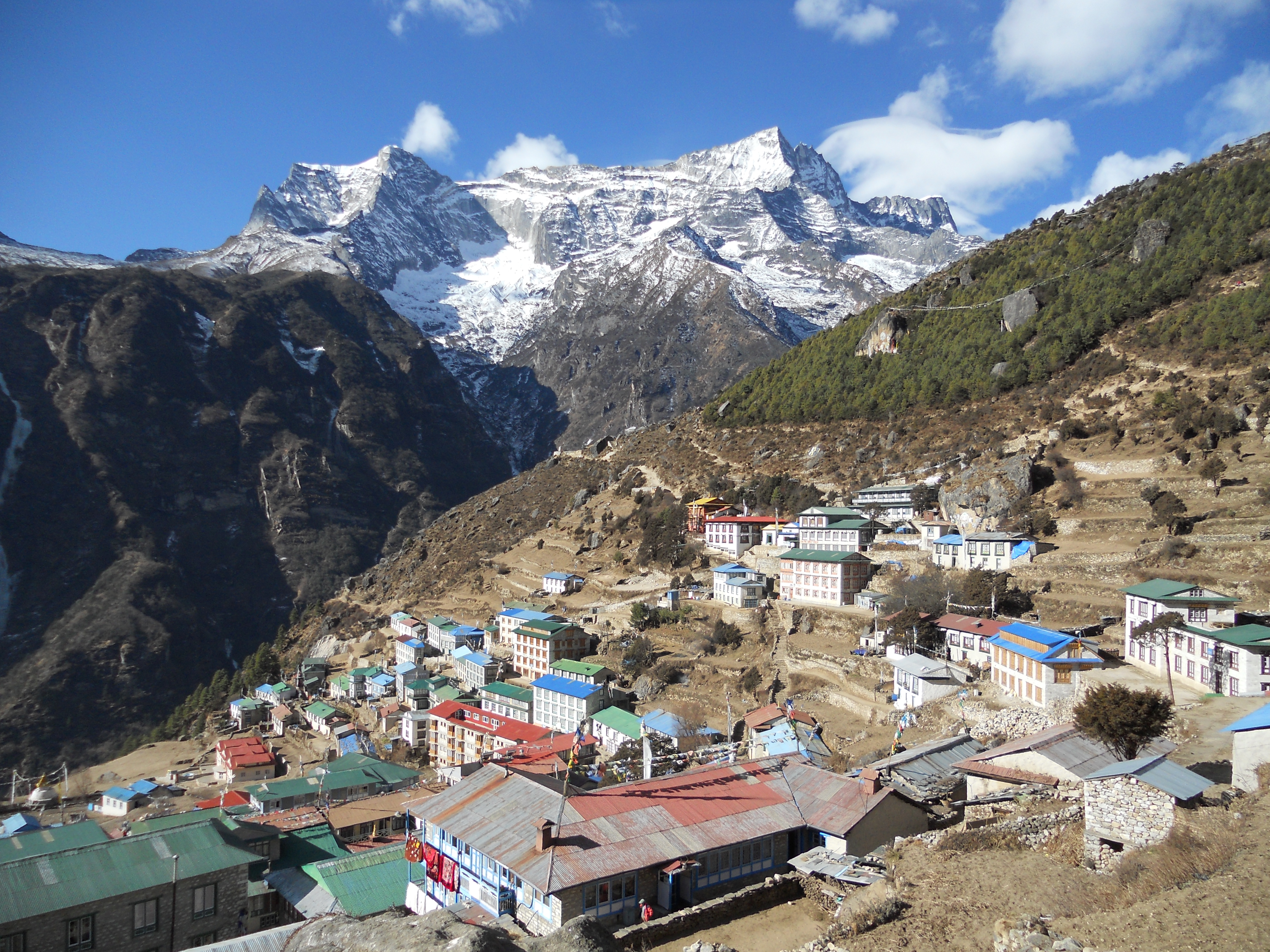
Namche bazaar en el regazo de la montaña
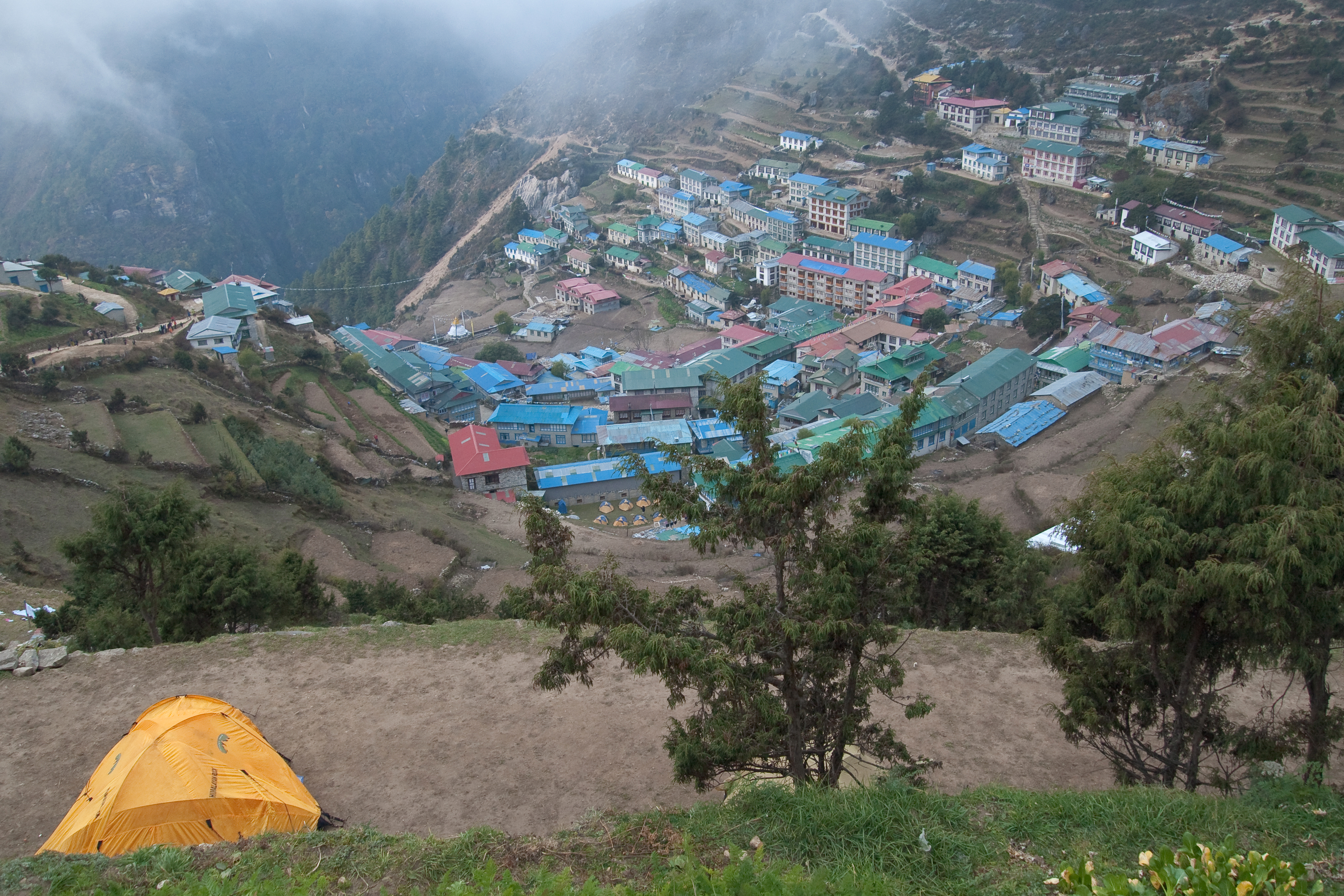
Namche bazaar desde arriba
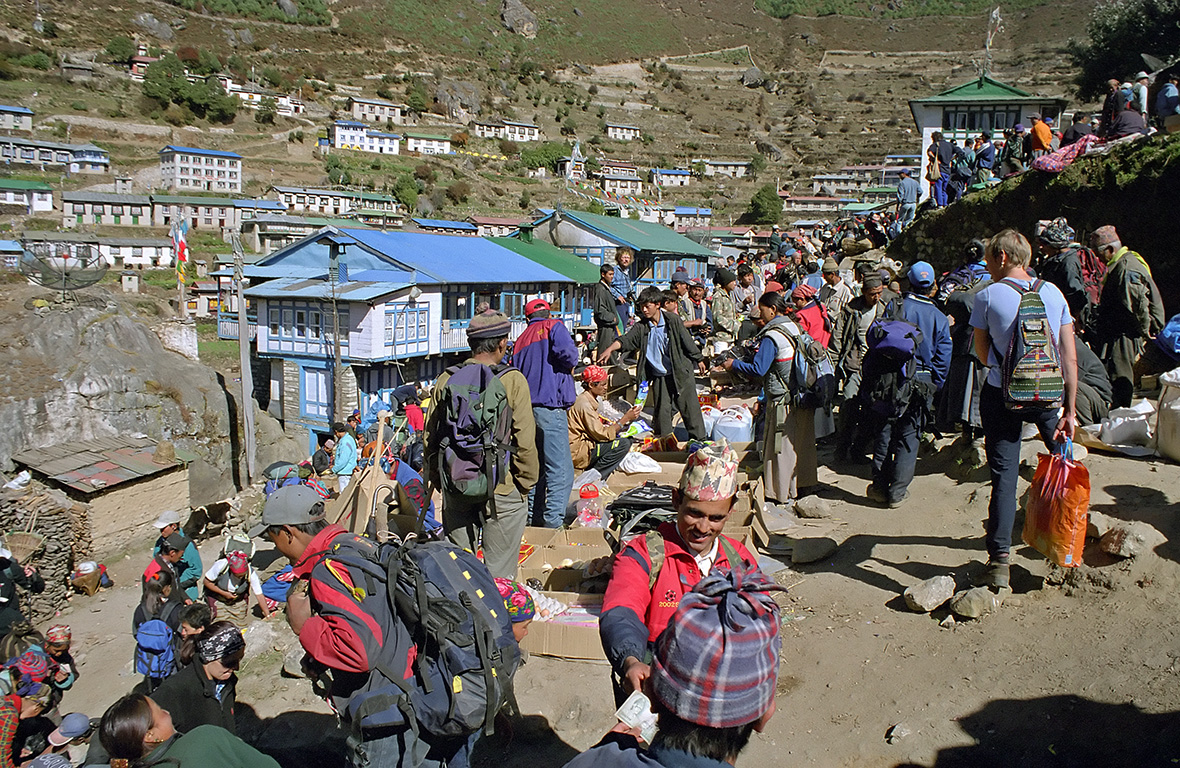
Mercado de Namche Bazaar
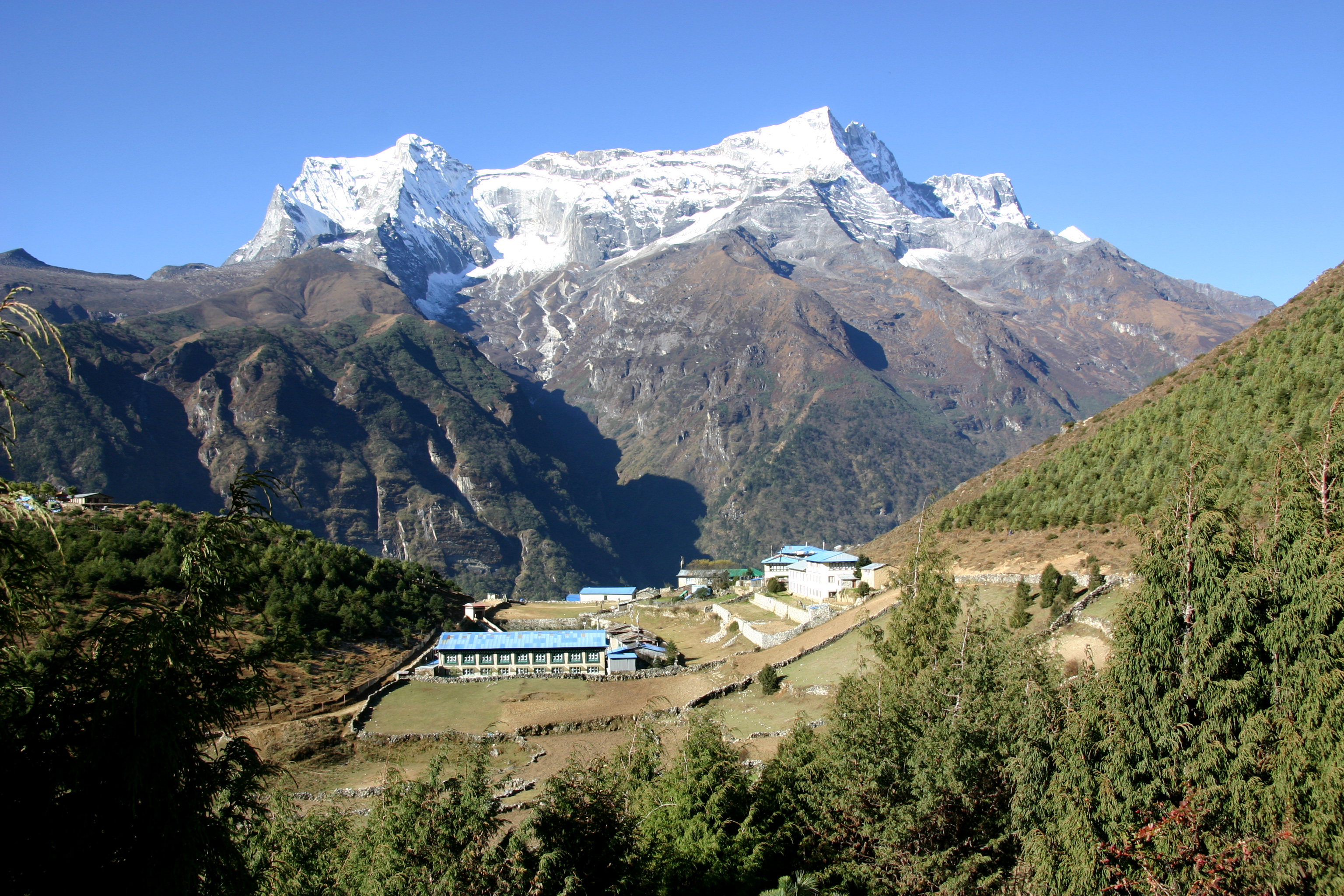
Museo
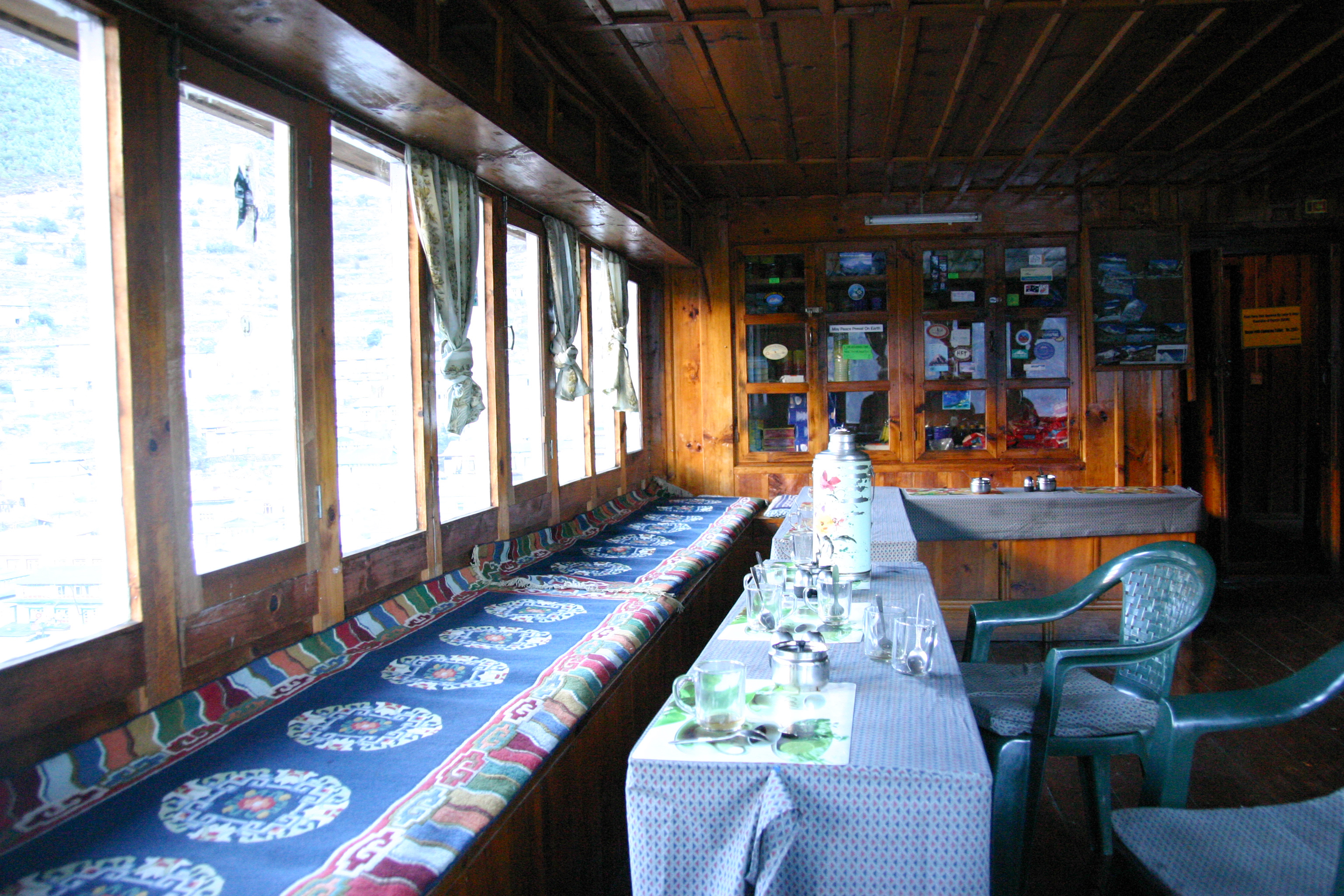
Lodge